# 沈克琦
沈克琦（1921年10月17日—2015年2月17日），男，江苏武进人，中国物理教育家，曾任北京大学教授、副校长，烟台大学校长，中国物理学会常务理事。副秘书长、副理事长。